# Productions de DJ Premier
Cet article présente la liste des productions musicales réalisées par DJ Premier.

## 1990
- Branford Marsalis Quartet : Bande originale de Mo' Better Blues
  - Jazz Thing (featuring Gang Starr) – Coproduit par Branford Marsalis

- Kool DJ Red Alert : (Part 3) Let's Make It Happen
  - Red Alert Chant

- Lord Finesse & DJ Mike Smooth : Funky Technician
  - Lord Finesse's Theme Song Intro (featuring Grandpa Finesse)
  - Baby, You Nasty (New Version)
  - Slave to My Soundwave – Coproduit par DJ Mike Smooth
  - A Lesson to Be Taught
  - Strictly for the Ladies (featuring Patricia (Chocolate))
  - Track the Movement

- Lord Finesse & DJ Mike Smooth : Strictly for the Ladies / Back to Back Rhyming
  - Strictly for the Ladies (Radio Remix)
  - Back to Back Rhyming (Vocal Remix) (featuring A.G.)

## 1991
- Cookie Crew : Fade to Black
  - A Word from the Conscious – Coproduit par Guru

- Cookie Crew : Secrets (Of Success)
  - A Word to the Conscious – Coproduit par Guru

- Ice-T : Lifestyles of the Rich and Infamous / The Tower
  - Lifestyles of the Rich and Infamous (Remix)

- J Rock : Streetwize
  - Brutality
  - The Pimp
  - Ghetto Law
  - The Real One
  - Neighborhood Drug Dealer (DJ Premier Remix) [Bonus Track]

- Subsonic 2 : Include Me Out
  - Dedicated to the City (featuring Keith E) – Coproduit par Guru et Subsonic 2
  - Regardless – Coproduit par Guru, Subsonic 2 et MG Bad

- Subsonic 2 : Unsung Heroes of Hip Hop
  - Dedicated to the City (The Gang Starr Mix) – Coproduit par Guru

- Wendy & Lisa : Re-Mix-In-A-Carnation
  - Satisfaction (Gangstarr Remix) (featuring Guru)

## 1992
- Bande originale des Pilleurs
  - Gotta Get Over (Taking Loot) (Gang Starr)

- Compton's Most Wanted : Def Wish II
  - Def Wish II (East Coast Gang Starr Re-Mix)

- Heavy D & the Boyz : Blue Funk
  - Here Comes the Heavster
  - Yes Y'all

- Loose Ends : Tighten Up Vol. 1
  - A Little Spice (Gang Starr Remix) – Coproduit par Guru

- MC Solaar : Qui sème le vent récolte le tempo
  - Qui sème le vent récolte le tempo (Gang Starr Mix)

- Neneh Cherry : Homebrew
  - Sassy (featuring Guru) – Coproduit par Guru
  - I Ain't Gone Under Yet – Coproduit par Guru, Booga Bear, Johnny Dollar et Neneh Cherry

- Soul II Soul : Just Right
  - Intelligence (Jazzie II Guru Mix) – Coproduit par Guru

- Too $hort : In the Trunk
  - In the Trunk (Glove Compartment Radio Mix)

## 1993
- Boss : Deeper
  - Drive By (Rollin' Slow Remix) – Coproduit par Robert « Roblow » Jones et Erick Sermon

- Da King & I : Krak Da Weazel
  - Flip Da Scrip (Remix) (Main Pass)

- Da Youngsta's : The Aftermath
  - Wake Em Up

- Das EFX : Kaught in Da Ak
  - Kaught in Da Ak (Remix - Clean)

- KRS-One : Return of the Boom Bap
  - KRS-ONE Attacks
  - Outta Here
  - Mortal Thought
  - I Can't Wake Up – Coproduit par KRS-One
  - "P" Is Still Free
  - Higher Level

- Marxman : 33 Revolutions per Minute
  - Drifting – Coproduit par Guru

- Mobb Deep : Juvenile Hell
  - Peer Pressure – Coproduit par Large Professor

- Red Fox : As a Matter of Fox
  - Ya Can't Test Me Again

- Shyheim : On and On
  - On and On (Premier Remix)

## 1994
- Big Daddy Kane : Daddy's Home
  - Show & Prove (featuring Big Scoop, J.Z., Ol' Dirty Bastard, Sauce Money et Shyheim)

- Buckshot LeFonque : Buckshot LeFonque
  - Ladies & Gentlemen, Presenting... – Coproduit par Branford Marsalis
  - Wonders & Signs (featuring Blackheart) – Coproduit par Branford Marsalis
  - Some Shit @ 78 BPM (The Scratch Opera)
  - Hotter Than Hot (featuring Blackheart) – Coproduit par Blackheart
  - The Blackwidow Blues (featuring The Lady of Rage) – Coproduit par Branford Marsalis
  - Breakfast @ Denny's – Coproduit par Branford Marsalis
  - No Pain, No Gain – Coproduit par Branford Marsalis
  - ...And We Out – Coproduit par Branford Marsalis
  - Breakfast @ Denny's (Uptown Version) (featuring Uptown) [Bonus Track]

- Dream Warriors : Subliminal Simulation
  - It's a Project Thing – Coproduit par Dream Warriors
  - I've Lost My Ignorance (featuring Guru) – Coproduit par Guru et Dream Warriors

- Jeru the Damaja : The Sun Rises in the East – Coproduit par Jeru the Damaja

- M.O.P. : Rugged Neva Smoove
  - Rugged Neva Smoove (Premier Remix - Street)
  - Downtown Swinga (Radio)

- Nas : Illmatic
  - N.Y. State of Mind
  - Memory Lane (Sittin' in da Park)
  - Represent

- Omar Lye-Fook : Keep Steppin'
  - Keep Steppin' (D.J. Premier Mix) (featuring Uptown)

- The Notorious B.I.G. : Ready to Die
  - Unbelievable

- Compilation artistes divers : Kickin Da Flava
  - Ease My Mind (Premier's Radio) (Arrested Development)

## 1995
- Big Shug : Treat U Better
  - Treat U Better – Coproduit par Guru

- Blahzay Blahzay : Danger
  - Danger (Remix) (Street Mix)

- Bone Thugs-N-Harmony : 1st of tha Month
  - 1st of tha Month (DJ Premier's Phat Bonus Remix)

- Das EFX : Hold It Down
  - No Diggedy
  - Real Hip Hop (Original Version)

- Fat Joe : Jealous One's Envy
  - The Shit Is Real (DJ Premier Remix)
  - Success (DJ Premier Remix)

- Group Home : Livin' Proof
  - Intro
  - Inna City Life
  - Livin’ Proof
  - Suspended in Time
  - Sacrifice
  - Up Against the Wall
  - Baby Pa
  - 2 Thousand
  - Supa Star
  - Up Against the wall(Getaway Car Mix)
  - Tha Realness

- Guru : Jazzmatazz, Vol. 2: The New Reality
  - Skit A (Interview) / Watch What You Say (featuring Chaka Khan et Branford Marsalis) – Coproduit par Guru

- KRS-One : KRS-One
  - Rappaz R. N. Dainja
  - MC's Act Like They Don't Know
  - Wannabemceez (featuring Mad Lion)

- Scha Dara Parr : The Cycle Hits-Remix Best Collection
  - Cracker MC's (DJ Premier Remix)

- Showbiz and A.G. : Goodfellas
  - Next Level (Nyte Time Mix)

- Bande originale de Clockers
  - Return of the Crooklyn Dodgers (Crooklyn Dodgers)

- Guru et artistes divers : Guru Presents Ill Kid Records
  - So Called Friends (Group Home)

- Compilation artistes divers : The D&D Project
  - 1, 2 Pass It (D&D All-Stars : Doug E. Fresh, Fat Joe, Jeru the Damaja, KRS-One, Mad Lion et Smif-n-Wessun)

## 1996
- Bahamadia :  Kollage
  - Intro
  - Rugged Ruff
  - Interlude
  - True Honey Buns (Dat Freak Shit)
  - 3 Tha Hard Way

- Big Shug : Crush / Official
  - Crush (Street)

- D'Angelo : Lady
  - Lady (Clean Street Version) (featuring AZ)

- D'Angelo : Me and Those Dreamin' Eyes of Mine
  - Me and Those Dreamin' Eyes of Mine (Two Way Street Mix)

- Group Home : Suspended in Time / Tha Realness
  - Suspended in Time (Groovy Remix Street) (featuring Groove Theory)

- Jay-Z : Reasonable Doubt
  - D'Evils
  - Friend or Foe
  - Bring It On (featuring Big Jaz et Sauce Money)

- Jeru the Damaja : Wrath of the Math

- M.O.P. : Firing Squad
  - Firing Squad (featuring Teflon)
  - New Jack City (featuring Teflon)
  - Stick to Ya Gunz (featuring Kool G Rap)
  - Brownsville
  - Salute

- Nas : It Was Written
  - I Gave You Power

- Rawcotiks : Hardcore Hip-Hop
  - Hardcore Hip-Hop (Street Mix)
  - Hardcore Hip-Hop (Street Mix II)

- Special Ed : Freaky Flow (DJ Premier Remixes)
  - Freaky Flow (DJ Premier Remix) (Street Version)

## 1997
- Buckshot LeFonque : Music Evolution
  - Music Evolution (DJ Premier Version)

- Janet Jackson : Together Again
  - Together Again (DJ Premier 100 in a 50 Remix)

- Jay-Z : In My Lifetime, Vol. 1
  - Intro / A Million and One Questions / Rhyme No More
  - Friend or Foe '98

- Jeru the Damaja : Me or the Papes
  - Me, Not the Paper (Remix Dirty)

- O.C. : Jewelz
  - My World
  - War Games (featuring Organized Konfusion)
  - Win the G (featuring Bumpy Knuckles)
  - M.U.G. (featuring Freddie Foxxx)

- Rakim : The 18th Letter
  - It's Been a Long Time
  - New York (Ya Out There)

- The Lady of Rage : Necessary Roughness
  - Some Shit
  - Microphone Pon Cok (featuring Madd 1)

- The Notorious B.I.G. : Life After Death
  - Kick in the Door (featuring The Madd Rapper)
  - Ten Crack Commandments

- Bande originale de Soul in the Hole
  - Against the Grain (Sauce Money)

- Zeebra : マイクの刺客 / The Untouchable
  - The Untouchable

## 1998
- All City : Metropolis Gold
  - The Actual

- Bande originale de Belly
  - Militia Remix (featuring Gang Starr, WC et Rakim)

- Brand Nubian : Foundation
  - The Return

- Cheyenne : Feel My Love
  - Feel My Love (DJ Premier Remix)

- Fat Joe : Don Cartagena
  - Dat Gangsta Shit

- Jay-Z : A Million and One Questions
  - A Million and One Questions (Premier Remix) (Dirty Version)

- Krumbsnatcha : Snatcha Season Pt. 1
  - Closer to God

- Jay-Z : Vol. 2... Hard Knock Life
  - Intro - Hand It Down (featuring Memphis Bleek)

- Jermaine Dupri : Life in 1472
  - Protectors of 1472 (featuring Snoop Dogg, Warren G et R.O.C.) – Coproduit par Jermaine Dupri

- M.O.P. : First Family 4 Life
  - Breakin' the Rules
  - I Luv (featuring Freddie Foxxx)
  - Salute Part II (featuring Guru)
  - Handle Ur Bizness (DJ Premier Remix)
  - Downtown Swinga '98

- Paula Perry : Extra, Extra!!
  - Extra, Extra!! (LP Version) (featuring Nikki D et Que 45)

- Robbie Robertson : Contact from the Underworld of Redboy
  - Take Your Partner by the Hand (Red Alert Mix) (featuring Howie B)

- Compilation artistes divers : Tommy Boy's Greatest Beats 1981-1996
  - Wrath of My Madness (DJ Premier Remix) (Queen Latifah)

## 1999
- A.G. : The Dirty Version
  - Weed Scented (featuring O.C., Mr. Mudd et Guru)

- Brandy : U Don't Know Me (Like U Used to)
  - Almost Doesn't Count (DJ Premier Mix)

- Charli Baltimore : Cold as Ice
  - Everybody Wanna Know

- Group Home : A Tear for the Ghetto
  - The Legacy (featuring Guru)

- Jay-Z : Vol. 3... Life and Times of S. Carter
  - So Ghetto

- Limp Bizkit : Significant Other
  - N 2 Gether Now (featuring Method Man) – Coproduit par Terry Date et Limp Bizkit

- Mos Def : Black on Both Sides
  - Mathematics

- Nas : I Am...
  - N.Y. State of Mind Pt. II
  - Nas Is Like

- Nas : Nastradamus
  - Come Get Me

- Rakim : The Master
  - When I B on the Mic
  - Waiting for the World to End

- Sauce Money : Middle Finger U
  - Intruder Alert

- The Notorious B.I.G. : Born Again
  - Rap Phenomenon (featuring Method Man & Redman)

- Truck : Symphony 2000 / Who Am I
  - Who Am I

- Truck : Breaker One / Bring It to the Cypher

## 2000
- Afu-Ra : Body of the Life Force
  - Defeat
  - Mic Stance
  - Equality (featuring Ky-Mani Marley)
  - Monotony

- Big L : The Big Picture
  - The Big Picture (Intro)
  - The Enemy (featuring Fat Joe)
  - Platinum Plus (featuring Big Daddy Kane)

- The Black Eyed Peas : Bridging the Gap
  - BEP Empire

- Sonja Blade : Look 4 Tha Name
  - Look 4 Tha Name (Street Version)/ Body Bag Shit

- Bumpy Knuckles : Industry Shakedown
  - R.N.S.
  - Part of My Life

- Capone-N-Noreaga : The Reunion
  - Invincible

- Common : Like Water for Chocolate
  - The 6th Sense (featuring Bilal)

- D'Angelo : Voodoo
  - Devil's Pie

- D.I.T.C. : D.I.T.C.
  - Thick
  - Ebonics (Premo Mix)
  - Da Enemy

- Edo. G : The Truth Hurts
  - Sayin' Somethin

- Guru : Jazzmatazz, Vol. 3: Streetsoul
  - Hustlin' Daze (featuring Donell Jones)
  - Where's My Ladies? (featuring Big Shug)

- Heather B : Guilty
  - Guilty (Street)

- M.O.P. : Warriorz
  - Premier Intro
  - Everyday (featuring Product G&B)
  - Face Off 2K1
  - On the Front Line
  - Follow Instructions
  - Roll Call

- PUSHIM : Set Me Free
  - Set Me Free (Main Mix)

- Rah Digga : Dirty Harriet
  - Lessons of Today

- The Lox : We Are the Streets
  - Recognize

- Screwball : Y2K: The Album
  - F.A.Y.B.A.N.
  - Seen It All

- Tony Touch : The Piece Maker
  - The Piece Maker (featuring Gang Starr)

- Compilation artistes divers : Lyricist Lounge 2
  - I've Committed Murder (Macy Gray featuring Mos Def)  – Coproduit par Guru

## 2001
- Biz Markie : ...And I Rock / Interview
  - ...And I Rock (featuring Black Indian)

- DJ Cam : Soulshine
  - Voodoo Child (DJ Premier Remix) (featuring Afu-Ra)

- Craig David : 7 Days (DJ Premier Remix)
  - 7 Days (Remix) (featuring Mos Def et Nate Dogg)
  - 7 Days (Remix) (featuring Nate Dogg)
  - 7 Days (DJ Premier Remix) (Vocal) (featuring Mos Def et Nate Dogg)

- Dilated Peoples : Expansion Team
  - Clockwork

- Guru : Baldhead Slick & da Click
  - Back 2 Back (featuring Mendoughza)

- J-Live : The Best Part
  - The Best Part

- Jadakiss : Kiss tha Game Goodbye
  - None of Y'all Betta (featuring Styles P. et Sheek Louch)

- Janet Jackson : All for You
  - All for You (Top Heavy Remix)

- Limp Bizkit : New Old Songs
  - Getcha Groove On (Dirt Road Mix) (featuring Xzibit)
  - My Way (DJ Premier Way Remix)

- Gang Starr : Bande originale de Training Day
  - Tha Squeeze

- Lina : It's Alright (Gang Starr Remix)
  - It's Alright (Gang Starr Remix) (featuring Gang Starr)  – Coproduit par Guru

- Nas : Stillmatic
  - 2nd Childhood
  - Compilation artistes divers : Fat Beats Compilation, Volume One
  - The Lah (Bumpy Knuckles)
  - Bigacts Littleacts (Remix) (Afu-Ra featuring GZA)

- Compilation artistes variés : Rawkus Exclusive
  - First Nigga (DJ Premier Remix) (Kool G Rap)

## 2002
- Afu-Ra : Life Force Radio
  - Lyrical Monster
  - Blvd. (featuring Guru)

- Bande originale de 8 Mile
  - Battle (Gang Starr)

- Devin the Dude : Just Tryin' Ta Live
  - Doobie Ashtray

- Heather B : Eternal Affairs
  - Steady Rockin' (featuring Twyla)

- Jaz-O & The Immobilarie : Kingz County
  - 718
  - Love Is Gone

- Just-Ice : Gangsta's Don't Cry / Just Rhymin' with Kane
  - Gangsta's Don't Cry (Street)

- Krumbsnatcha : Respect All Fear None
  - Incredible (featuring Guru)

- Non Phixion : The Future Is Now
  - Rock Stars

- Ras Kass : Goldyn Chyld
  - Goldyn Chyld (Street Version)

- Royce da 5'9" : Rock City (Version 2.0)
  - My Friend
  - Boom

- Snoop Dogg : Paid tha Cost to Be da Bo$$
  - The One and Only
  - Batman & Robin (featuring The Lady of Rage et RBX)

- The X-Ecutioners : Built from Scratch
  - Premier's X-Ecution

- Tony Touch : The Last of the Pro Ricans
  - Gotcha Back (featuring Rise & Shine)

- Xzibit : Man vs. Machine
  - What a Mess

- Compilation artistes divers : Fat Beats Compilation, Volume Two
  - Just Rhymin with Kane (Just-Ice featuring Big Daddy Kane)

- Compilation artistes divers : Snoop Dogg Presents... Doggy Style Allstars Vol. 1
  - Unfucwitable (The Lady of Rage)

## 2003
- Alicia Keys : The Diary of Alicia Keys
  - Streets of New York

- Bumpy Knuckles : Konexion
  - Paine (Pressure At INdustry Expense)
  - Lazy Days

- Craig G : This Is Now!!!
  - Ready Set Begin

- The Ranjahz : Who Feels It Knows
  - Inspiration (featuring Cee-Lo)

- Just-Ice : History / Love Rap
  - History
  - Love Rap (Street)

- KRS-One : D.I.G.I.T.A.L.
  - Bring It to the Cypher

- Compilation artistes divers : Fat Beats Compilation, Volume Three
  - Any Type of Way (Big Daddy Kane)
  - History (Just-Ice)

## 2004
- Cee-Lo : Cee-Lo Green... Is the Soul Machine
  - Evening News (featuring Chazzie et Sir Cognac the Conversation)

- Freddie Foxxx : Turn Up the Mics / Teach the Children
  - Teach the Children (Main Mix)

- Masta Ace Incorporated : Born to Roll / Saturday Night Live (DJ Premier Remix)
  - Saturday Night Live (DJ Premier Remix)

- Nas : It Was... Remixed (Rare Unreleased & Remixed)
  - Nas Is Like (DJ Premier Remix)

- Pitch Black : Pitch Black Law
  - It's All Real
  - Got It Locked (featuring Foxy Brown)

- Proof : I Miss the Hip Hop Shop
  - Play with Myself (Freestyle)

- Royce da 5'9" : Death Is Certain
  - Hip Hop

- The Marxmen : Marxmen Cinema
  - Bloody Murdah

- Compilation artistes divers : Fastlife Music Presents: Code of the Streets
  - 2 to the Stomach (Blaq Poet)

## 2005
- Afu-Ra : State of the Arts
  - Sucka Free

- AZ : A.W.O.L.
  - The Come Up

- Big Shug : Who's Hard?
  - The Way It Iz
  - Counter Punch (featuring Guru)
  - On the Record
  - Bang 'Em Down
  - Do Ya
  - Tha 3 Shugs
  - Sic a Niguz (featuring Bumpy Knuckles)
  - Dirt (featuring H Stax et Smiley the Ghetto Child)
  - What's Really Real?

- Blaq Poet : We Gonna Ill / Poet's Comin'
  - We Gonna Ill (Street)
  - Poet's Comin' (Steet)

- Gang Starr Foundation : Ahead of the Game
  - Intro – Coproduit par DJ Jones
  - Ahead of the Game

- Heather Hunter : H Double: The Unexpected
  - Freak Like Me

- Lord Finesse : Rare Selections EP Vol. 3
  - Keep the Crowd Listening (DJ Premier Remix)

- M.O.P. : St. Marxmen
  - Pop Shots (featuring O.D.B.)

- Smooth B : Game Over / Rude Awakening
  - Game Over (Street)

- Ol' Dirty Bastard : Osirus
  - Pop Shots

- Sway & King Tech : Back 2 Basics
  - Enough Beef (featuring Royce da 5'9", Common et Chino XL)

- Teriyaki Boyz : Beef or Chicken?
  - You Know What Time Is It!?

- Tony Touch : Play that Song
  - Gangsta Gangsta (Dirty Version) (featuring Tego Calderón)

## 2006
- AZ : The Format
  - The Format

- Agallah : You Already Know
  - New York Ryder Music

- The Black Eyed Peas : Renegotiations: The Remixes
  - My Style (DJ Premier Remix) (featuring Justin Timberlake)

- Blaq Poet - Rewind: Deja Screw
  - Bang This
  - Message from Poet
  - Watch Your Back
  - Poet Has Come

- Christina Aguilera : Back to Basics
  - Intro (Back to Basics) (featuring Linda Perry)
  - Back in the Day
  - Ain't No Other Man
  - Still Dirrty
  - Thank You (Dedication to the Fans)

- F.A.B.I.D. : Proper Dosage / It Iz What It Iaz
  - Proper Dosage (Dirty) (featuring Boy Big)

- Lakey The Kid featuring Cormega : My Brother's Keeper
  - Dirty Game

- MC Lyte : Back to Lyte
  - Wonder Years

- Pitch Black : Revenge
  - Nice (featuring Styles P.)
  - Revenge
  - Rep Da Hardest

- Ras Kass : Eat or Die
  - Realness Freestyle

- Smiley the Ghetto Child : The Antidote
  - The Wake Up Call

- Tef : Showtime / Just Rhymin' with Krumb
  - Showtime (Dirty)

- Termanology : Watch How It Go Down (Remix) / Far Away
  - Watch How It Go Down (Remix) (Dirty) (featuring Papoose et Lil' Fame)

- Compilation artistes divers : The Source Presents Fat Tape
  - Never Be (J-Hood)

- Verbal Threat : Reality Check / Reckless Eye-Ballin'
  - Reality Check (Main)

- Gang Starr : Mass Appeal: The Best of Gang Starr
  - The Natural

## 2007
- Big Shug - Street Champ
  - Play It
  - Streets Move (featuring Singapore Kane)
  - It Just Don't Stop

- Kanye West, Nas, KRS-One & Rakim : Better Than I've Ever Been / Classic (Remix)
  - Classic (Better Than I've Ever Been) (DJ Premier Remix)

- Mark Ronson : Just
  - Just (DJ Premier's Justremixitmix) (Clean) (featuring Blaq Poet et Phantom Planet)

- NYG'z : Welcome 2 G-Dom
  - Itz On (featuring Rave)
  - Ya Dayz R #'d
  - Get 2 Tha Point
  - G'z & Hustlaz (featuring Rave)
  - Welcome 2 G-Dom
  - Giantz Ta Thiz
  - Strength

- NYG'z : Ya Dayz R #'d / N.H.B. / What Kinda Life
  - N.H.B. (Street) (featuring Blaq Poet)

- Royce da 5'9" : Hit'Em / Ding!
  - Hit'Em (Street)
  - Ding! (Street)

- Special Teamz : Stereotypez
  - Main Event

## 2008
- Big Shug : Otherside of the Game
  - Soundcheck
  - When I Strike
  - Like a Muhfucka
  - My Boston (featuring Termanology et Singapore Kane)

- Byata : Undefined
  - Byata Is the Illest

- Fat Joe : The Elephant in the Room
  - That White

- House of Repz : U Gotta Love Us
  - U Gotta Love Us

- Ill Bill - The Hour of Reprisal
  - Society Is Brainwashed

- Compilation Smirnoff Signature Mix Series : Criminal Minded '08 / The Light '08 / Midnight '08
  - Criminal Minded '08 (KRS-One)

- Kool G Rap : Half a Klip
  - On the Rise Again (featuring Haylie Duff)

- Laura Izibor : Shine
  - From My Heart to Yours (DJ Premier Version)

- Little Vic : Each Dawn I Die
  - The Exorcist

- Ludacris : Theater of the Mind
  - MVP

- Maroon 5 : Call and Response: The Remix Album
  - Secret (Premier 5 Remix)

- NYG'z : Welcome 2 G-Dom / Ya Dayz R #'d (NYGemix)
  - Ya Dayz R #'d (NYGemix) (Street) (featuring Bumpy Knuckles, The Lady of Rage et Royce da 5'9")

- Reks : Grey Hairs
  - Say Goodnight

- DJ Premier : Beats That Collected Dust Vol. 1

- Termanology : Politics as Usual
  - Watch How It Go Down
  - How We Rock (featuring Bun B)
  - So Amazing

- Torae : Daily Conversation
  - Click' (featuring Skyzoo)
  - Get It Done (featuring Skyzoo)

## 2009
- Blaq Poet : Tha Blaqprint
  - I-Gittin
  - Ain't Nuttin Changed  – Coproduit par Erick Sermon
  - What's The Deal?
  - Legendary Pt. 1 (featuring Nick Javas et NYG'z)
  - Hood Crazy
  - Voices
  - Hate (featuring Noreaga)
  - Stretch Marks and Cigarette Burns (featuring Panchi et Imani Montana)
  - S.O.S.
  - Let the Guns Blow
  - Don't Give a Fucc
  - Rap Addiction (featuring Lil' Fame et Shabeeno)
  - Never Goodbye

- Capone-N-Noreaga : Channel 10
  - Grand Royal

- Cormega : Born and Raised
  - Make It Clear
  - Dirty Game

- M.O.P. : Foundation
  - What I Wanna B (featuring Rell)

- Reks : More Grey Hairs...
  - Cloud 9

- Royce da 5'9" : Street Hop
  - Something 2 Ride 2 (featuring Phonte)
  - Shake This
  - Hood Love (featuring Bun B et Joell Ortiz)

- Seven : Go Slow
  - Go Slow (DJ Premier Remix) (featuring Talib Kweli)

- Rytmus : Král
  - Jediný (featuring DJ Premier)

- Deams : The Legacy EP
  - DJ Premier Legacy Intro (featuring DJ Premier)
  - State Your Game (featuring Big Daddy Kane)

## 2010
- Big Shug
  - Spit Six

- Bun B : Trill O.G.
  - Let 'Em Know

- Canibus : C of Tranquility
  - Golden Terra of Rap
  - Golden Terra of Rap (iM Remix) (featuring Donwill & Von Pea, Moe Green et Truthlive)

- Dynasty : Epic Dynasty

- Fat Joe : The Darkside Vol. 1
  - I'm Gone

- Joell Ortiz
  - Project Boy

- Smiley The Ghetto Child : I'm Legend
  - I'm Legend

- Compilation artistes divers : DJ Premier Presents Get Used to Us

## 2011
- Apathy : Honkey Kong
  - Stop What Ya Doin' (featuring Celph Titled)

- Big Shug
  - We Miss You (Guru's 50th B'Day Tribute)

- Bushido : Jenseits von Gut und Böse
  - Gangster
- DJ Premier : Beats That Collected Dust Vol. 2

- DJ Premier & The Berklee Symphony : Regeneration CDQ
  - Regeneration (featuring Nas)

- DJ Premier
  - Yo MTV Raps Theme Remix

- Edo. G : A Face in the Crowd
  - Fastlane

- Evidence :  Cats & Dogs
  - You
  - The Epilogue

- Mac Miller : 92 Til Infinity
  - Face the Facts

- Game : The R.E.D. Album
  - Born in the Trap

- Joell Ortiz : Free Agent
  - Sing Like Bilal

- Kendra Morris : Concrete Waves
  - Concrete Waves (DJ Premier 320 Remix)

- Nick Javas : Destination Unknown
  - Anonymous (featuring Khaleel)
  - One of Them Days

- Prop Dylan : The Cardinal Sin
  - Shock & Amaze

- Reks : R.E.K.S (Rhythmatic Eternal King Supreme)
  - 25th Hour

- Roscoe P. Coldchain
  - Imma Kill This Nigga (featuring Ab-Liva)

- Royce da 5'9" : Success Is Certain
  - Second Place
  - Writer's Block (DJ Premier Remix) (featuring Eminem) [iTunes Bonus Track]

- SebastiAn : Embody
  - Embody (DJ Premier 95 Break Remix)

- Slick Rick : Bande originale de Baby-sitter malgré lui
  - Need Some Bad

- Soulkast : Honoris Causa
  - Première Salve

- Teflon : Contraband
  - 4 Tha Love

- Torae : For the Record
  - For the Record

- Venom - Vigilantes
  - Vigilantes (DJ Premier VHS Remix) (featuring Blaq Poet)

- Wais P : Premo Pimpin' EP

## 2012
- 38 Spesh : Time Served
  - No More

- Big Shug : I.M.4-Eva
  - Hardbody (featuring Fat Joe et M.O.P.)
  - Spit Six
  - Blue Collar
  - We Miss You

- ChrisCo
  - Straight Up (featuring Jon Connor et Elzhi)

- DJ Premier & Bumpy Knuckles : StOoDiOtYmE EP

- DJ Premier & Bumpy Knuckles : The Kolexxxion

- La Coka Nostra : Masters of the Dark Arts
  - Mind Your Business

- Pete Flux : Mood Swings
  - Supreme

- Game : HVN4AGNGSTA (featuring Master P.)

- M*A*S*K (Money-B & Scott Knoxx) : Stuntin' in a Deficit
  - Make the Sound (featuring Rhymefest)

- N.O.R.E. : Crack on Steroids Mixtape
  - Thiz Iz Hip Hop (featuring Bumpy Knuckles)

- Showbiz and A.G. : Mugshot Music
  - Timeless – Coproduit par Showbiz

- Vinnie Paz : God of the Serengeti
  - The Oracle

- Termanology & Lil' Fame : Fizzyology
  - Play Dirty (featuring Busta Rhymes et Styles P.)

## 2013
- Joey Bada$$ : Summer Knights
  - Unorthodox

- Big Daddy Kane : 28 Bars of Kane

- Bishop Nehru : Nehruvia
  - Languages

- Demigodz : Killmatic
  - Worst Nightmare

- Disclosure : Settle: The Remixes
  - Latch (DJ Premier Remix) (featuring Sam Smith)

- Dynasty : A Star in Life's Clothing
  - Street Music

- Fat Joe : Darkside III
  - Your Honor (featuring Action Bronson)

- Ill Bill : The Grimy Awards
  - World Premier

- Inspectah Deck & 7L & Esoteric : Czarface
  - Let It Off

- Khaleel : EP2013
  - Nobody Tryna Hear Ya

- Kontrafakt : Navždy
  - O5 S5

- MC Eiht : Which Way Iz West?
  - Blue Stamp
  - Lets Do This

- Papoose : The Nacirema Dream
  - Turn It Up (featuring DJ Premier)

- Rapsody : She Got Game
  - Kingship

- Sokół & Marysia Starosta : Czarna Biała Magia
  - Zepsute Miasto

- Hannibal Stax : The Honorable Mixtape
  - The Honorable Intro
  - Same Team, No Games (Gang Starr featuring NYG'z et H. Stax)
  - Salute to the iLL Kid
  - Itz a Set Up (Gang Starr featuring H. Stax)
  - Proper Dosage
  - Dirt (Freestyle)

- Tony Touch : The Piece Maker 3: Return of the 50 MC's
  - Touch and D-Stroy (featuring D-Stroy)

- Mack Wilds : New York: A Love Story
  - Keepin' It Real – Coproduit par Salaam Remi

## 2014
- Ryan Bowers : The Premier

- Diabolic : Fightin' Words
  - Diabolical Sound

- Dilated Peoples : Directors of Photography
  - Good As Gone

- D.I.T.C. : The Remix Project
  - Diggin' In The Crates (DJ Premier Remix)

- DJ Premier : Guitar Stomp (Instrumental)

- DJ Premier : DJ Premier X Serato 2x12"
  - My Influences (featuring NYG'z
  - Chemical Burn (featuring The Lady of Rage)
  - Spaced Dem Mo (Instrumental)
  - Scarz Face (Instrumental)

- Dres : Bars in the Booth

- Dynamic Duo & DJ Premier : A Giant Step
  - AEAO
  - Animal

- Ea$y Money : The Motive of Nearly Everybody
  - Nothin Alike (featuring DJ Premier)

- First Division : Overworked and Underpaid
  - This Is tha Time

- Papoose : Current Events

- Royce da 5'9" & DJ Premier : PRhyme

- Saigon : GSNT3: The Troubled Times of Brian Carenard
  - Lets Get Smart
  - One Foot in the Door (featuring Big Daddy Kane)
  - Nunya

- Skyzoo & Torae : Barrel Brothers
  - The Aura – Coproduit par AntMan Wonder

- Soulkast : Memento Mori
  - French Touch

- Spe$h : The Art of Production
  - The Meeting (Problems or Peace) (featuring Kool G Rap)

- V/A : Najsilniejsi przetrwają – Coproduit par Luxon

## 2015
- Bande originale du film La Rage au ventre
  - Mode (PRhyme featuring Logic)

- Bande originale du jeu vidéo NBA 2K16
  - Hold the City Down (Papoose)
  - Bum Bum Bum (Instrumental)

- Joey Bada$$ : B4.Da.$$
  - Paper Trail$

- Big Shug : Triple OGzus
  - I Am Somebody
  - I Bleed for This
  - Off Rip (featuring Termanology et Singapore Kane)

- DJ EFN : Another Time
  - Who's Crazy? (featuring Troy Ave, Scarface, Stalley et DJ Premier)

- DJ Premier & BMB Spacekid : Til It's Done (featuring Anderson .Paak)

- DJ Snake & AlunaGeorge : You Know You Like It (DJ Premier Remix)

- Dr. Dre : Compton
  - Animals (featuring Anderson Paak) – Coproduit par Dr. Dre

- First Division : Overworked & Underpaid
  - This Iz tha Time

- Fisher : Fish Over Premier

- The Four Owls : Natural Order
  - Think Twice

- Jakk Frost : Dope Boy Talk

- The Game : The Documentary 2
  - The Documentary 2 – Coproduit par Dr. Dre

- King Magnetic : Timing Is Everything
  - Status

- Lion Babe : Wonder Woman (DJ Premier Remix)

- Sidney Max : Here Come the Birds (featuring Dres)

- Miguel : Wildheart
  - Damned

- Papoose : You Can’t Stop Destiny
  - The Plug

- Termanology : Term Brady
  - Get Off the Ground (DJ Premier Remix) (featuring Sean Price, Lil Fame, Ruste Juxx, Justin Tyme, Hannibal Staxx, Papoose et Reks)

- Torae : Entitled
  - Saturday Night

## 2016
- Bumpy Knuckles
  - EmOsHuNaL GrEeD (featuring Sy Ari)

- Desiigner
  - Tiimmy Turner (Preemix)

- D.I.T.C. : D.I.T.C. Studios
  - Connect 3

- DJ Premier & The Badder
  - Rockin' with the Best (featuring Royce da 5'9")

- DJ Premier & Bumpy Knuckles
  - Rock the Room (featuring Flavor Flav)

- The Lox : Filthy America... It's Beautiful
  - Move Forward

- Royce da 5'9" : Tabernacle: Trust the Shooter
  - Black History

- Kanye West
  - I Love Kanye (T.L.O.Preemix)

- Torii Wolf
  - 1st (Remix) (featuring Dilated Peoples)
  - Shadows Crawl (Open Eyes Remix) (featuring Rapsody)

- Twenty One Pilots
  - Lane Boy (DJ Premier Remix)

- Yuna : Chapters
  - Places to Go

## 2017
- Faith Evans & The Notorious B.I.G. : The King & I
  - NYC (featuring Jadakiss)

- DJ Premier
  - 2 Lovin U (featuring Miguel)
  - My Space Baby (featuring Cherub)

- MC Eiht : Which Way Iz West
  - Runn the Blocc (featuring Young Maylay)
  - Last Ones Left (featuring Compton's Most Wanted)
  - 4 Tha OG'z (featuring Bumpy Knuckles)

- Torii Wolf : Flow Riiot
  - Everlasting Peace
  - Meant to Do
  - 1st
  - Big Big Trouble
  - I'd Wait Forever and a Day for You
  - Go from Here
  - Shadows Crawl
  - Nobody Around
  - Where We Belong

- Miley Cyrus : Younger Now (The Remixes)
  - Younger Now (DJ Premier Remix)

- Slaine & Termanology : Anti-Hero
  - Anti-Hero (featuring Bun B & Everlast)

- A$AP Ferg
  - Our Streets

## 2018
- Apathy : The Widow's Son
  - The Order

- Evidence : Weather or Not
  - 10,000 Hours

- Royce da 5'9" & DJ Premier : PRhyme 2

- Torii Wolf & DJ Premier : Love Me
  - Silent Crow

## Projets à venir
- AZ : Do or Die II
- Joe Budden : The Great Escape
- Immortal Technique : The Middle Passage
- KRS-One & DJ Premier : Return of the Boom Bip
- NYG'z : Hustlaz Union: Local NYG
- Pete Rock & DJ Premier : Pete Rock vs Premier
- Busta Rhymes : E.L.E. 2
  - Return of the Boom Bap 2012